# Auto Union
Auto Union AG (произн. А́уто Унио́н) — немецкий автомобилестроительный концерн, образованный в 1932 году в Цвиккау, Германия. Логотипом Auto Union стал символ из четырёх перекрещивающихся колец, символизирующий четыре материнские компании: Audi, DKW, Horch и Wanderer. В этом «квартете» автомобили Horch позиционировались, как «премиум-класса», DKW, как недорогие автомобили с двухтактными двигателями, Audi и Wanderer занимали нишу «среднего» класса с собственными прогрессивными технологиями (например, 6-цилиндровый Wanderer весил всего 1,5 тонны). По решению высшего руководства AU (Auto Union) компания была переименована в AUDI, связав AU+D (DKW) которая была идентична названию лат. Audi (нем. Horch). В настоящее время компания Audi, это самостоятельное подразделение Volkswagen AG. Логотип из «четырёх колец» до сих пор является автомобильной маркой, но уже используемой компанией Audi.

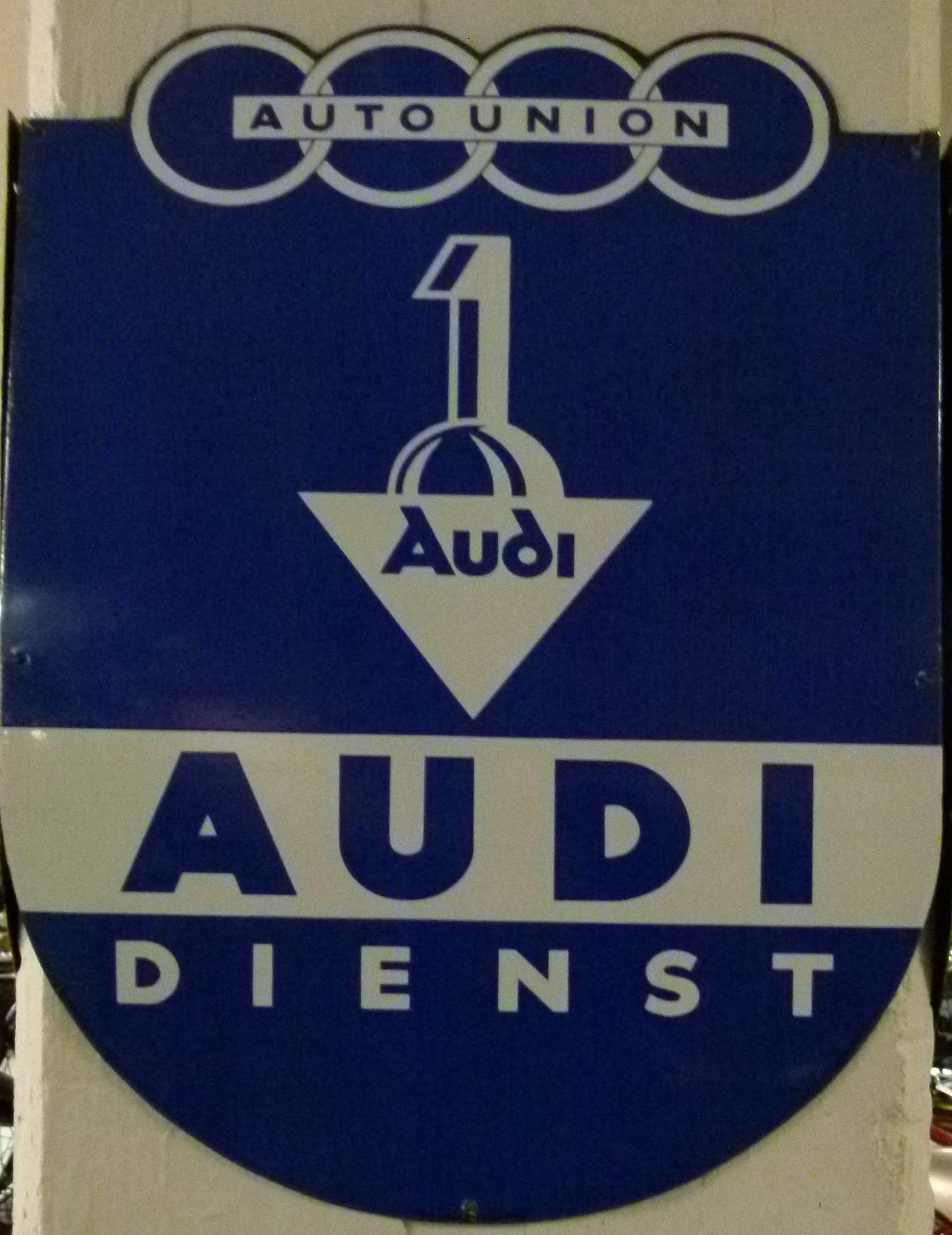
Audi
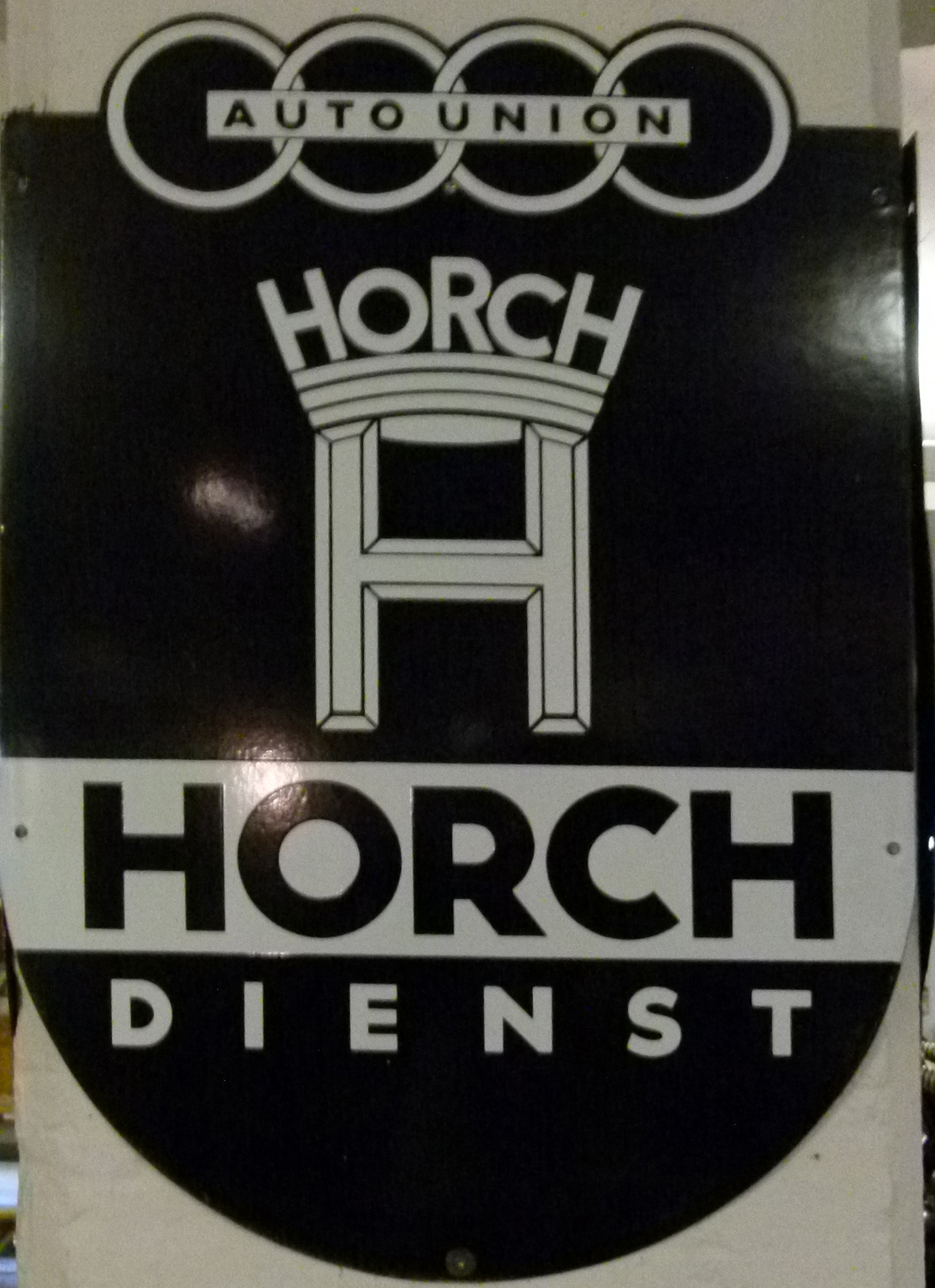
Horch
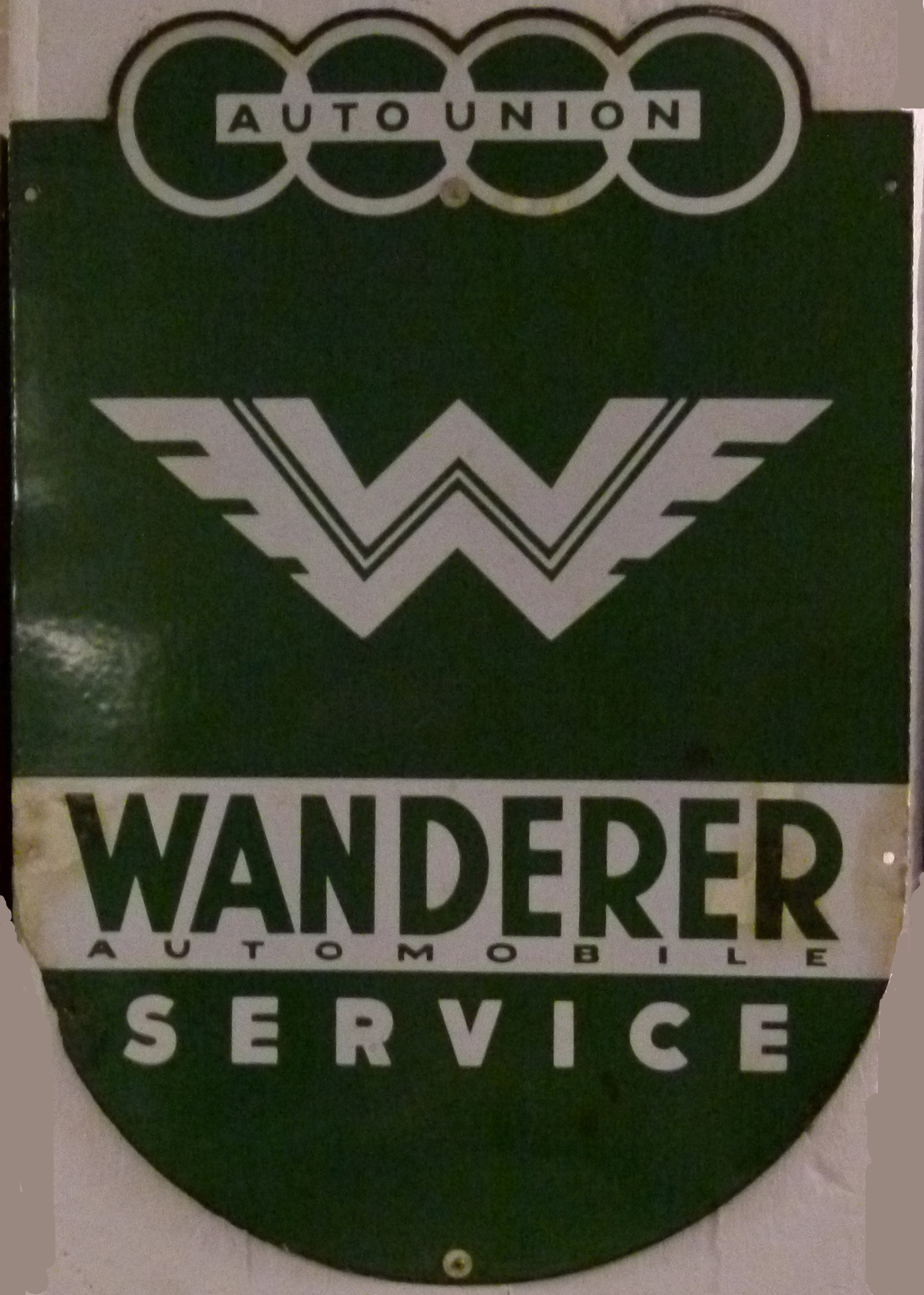
Wanderer
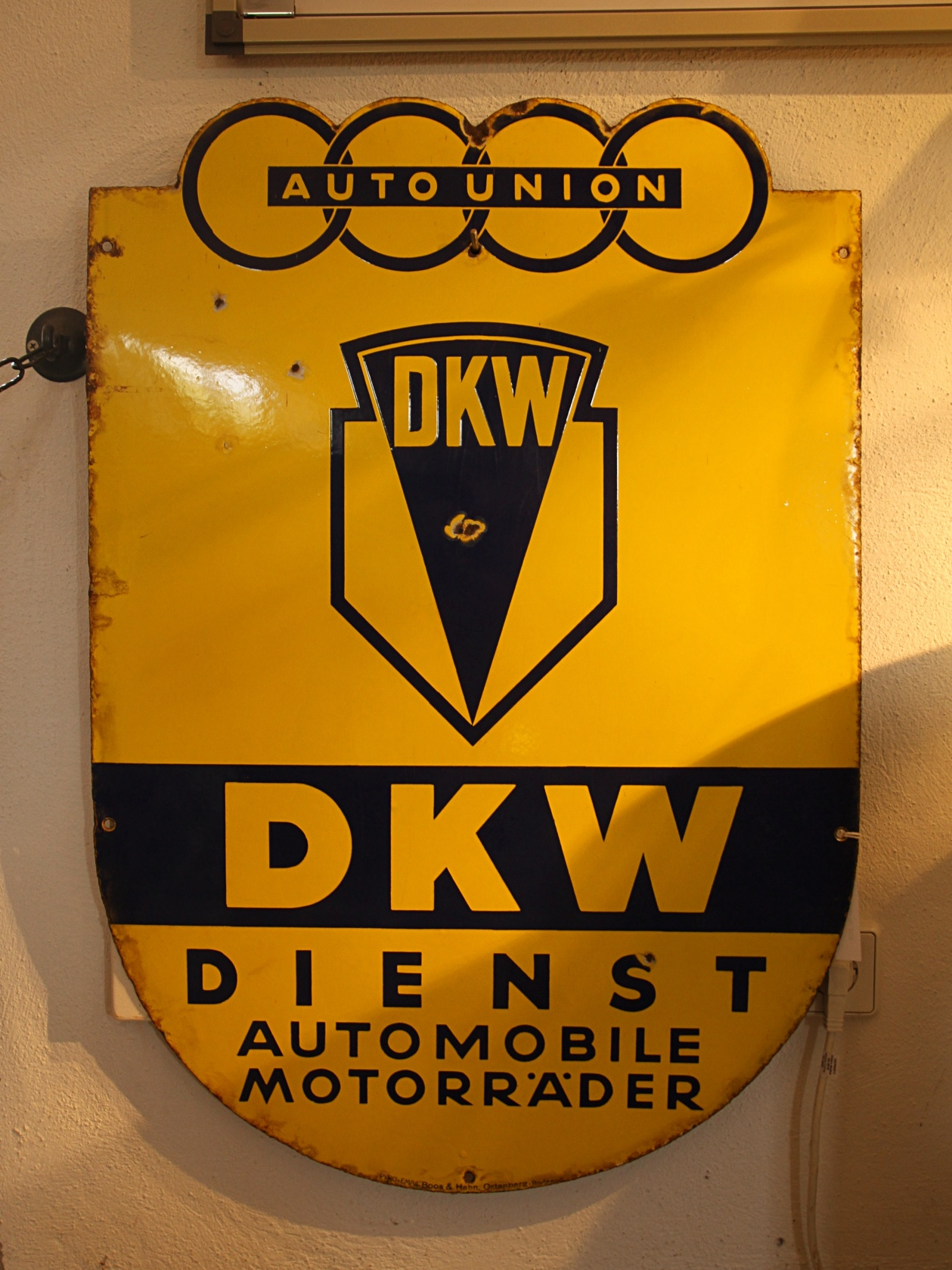
DKW

## История

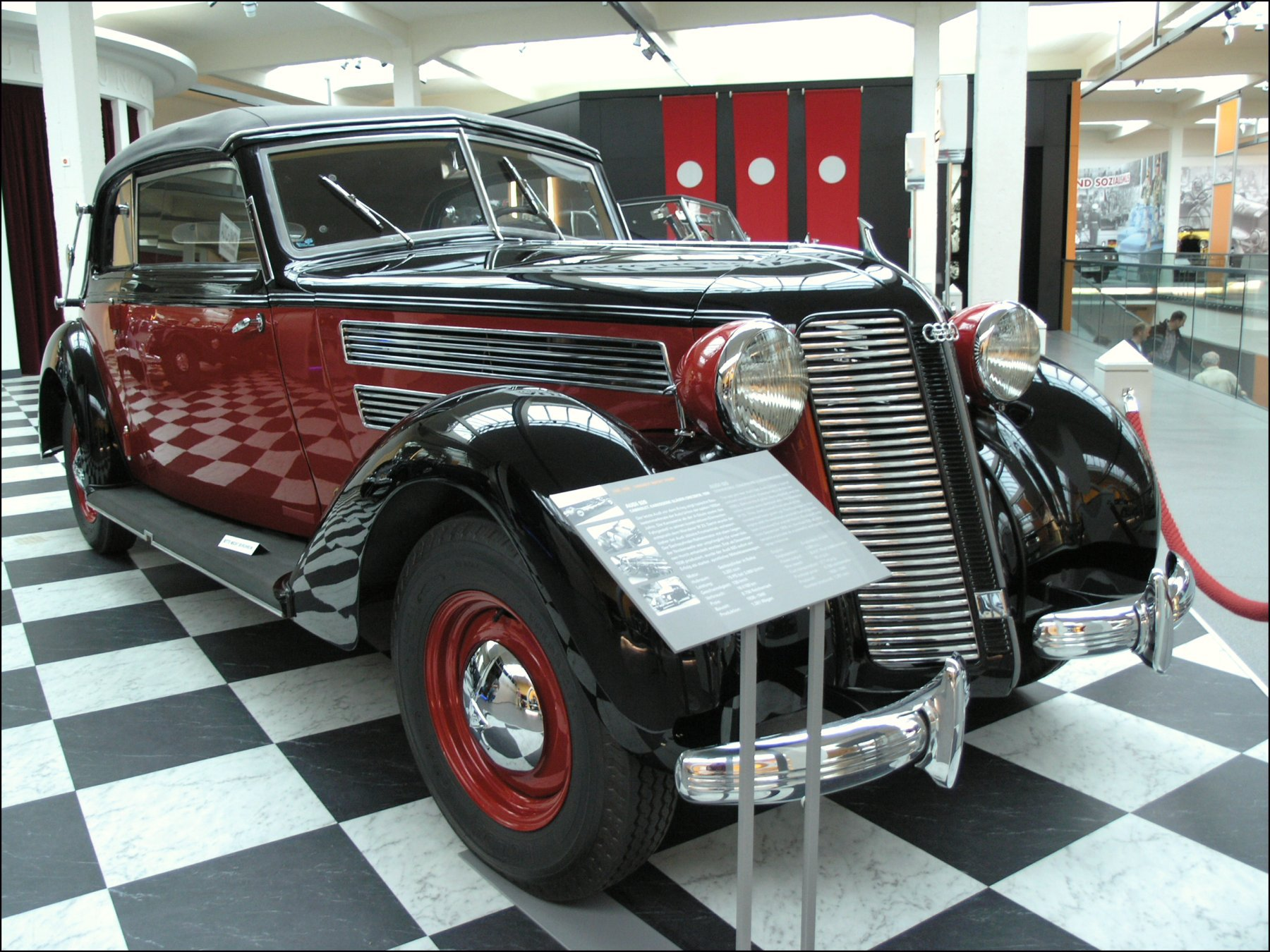
Auto Union — Audi 920

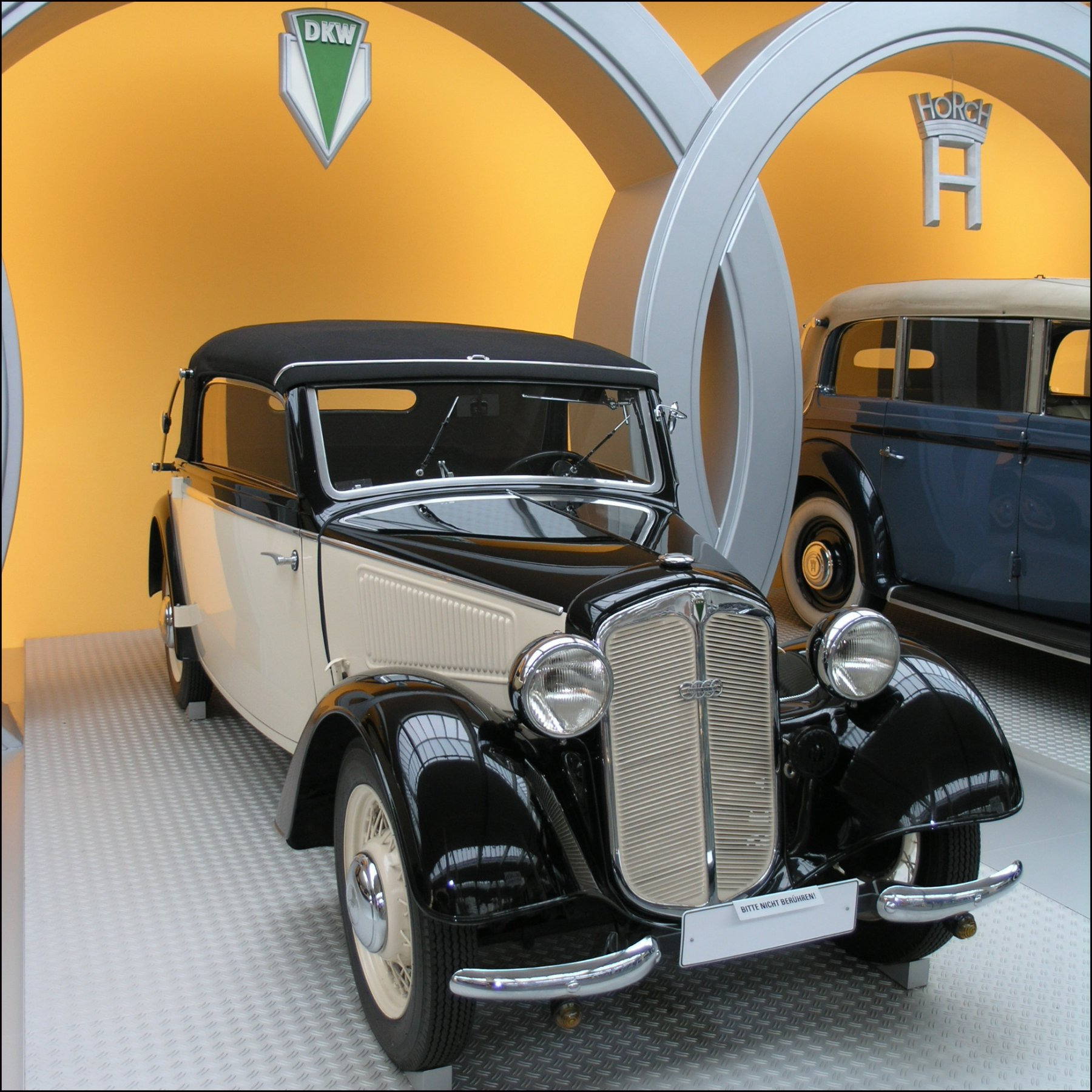
Auto Union — DKW F7

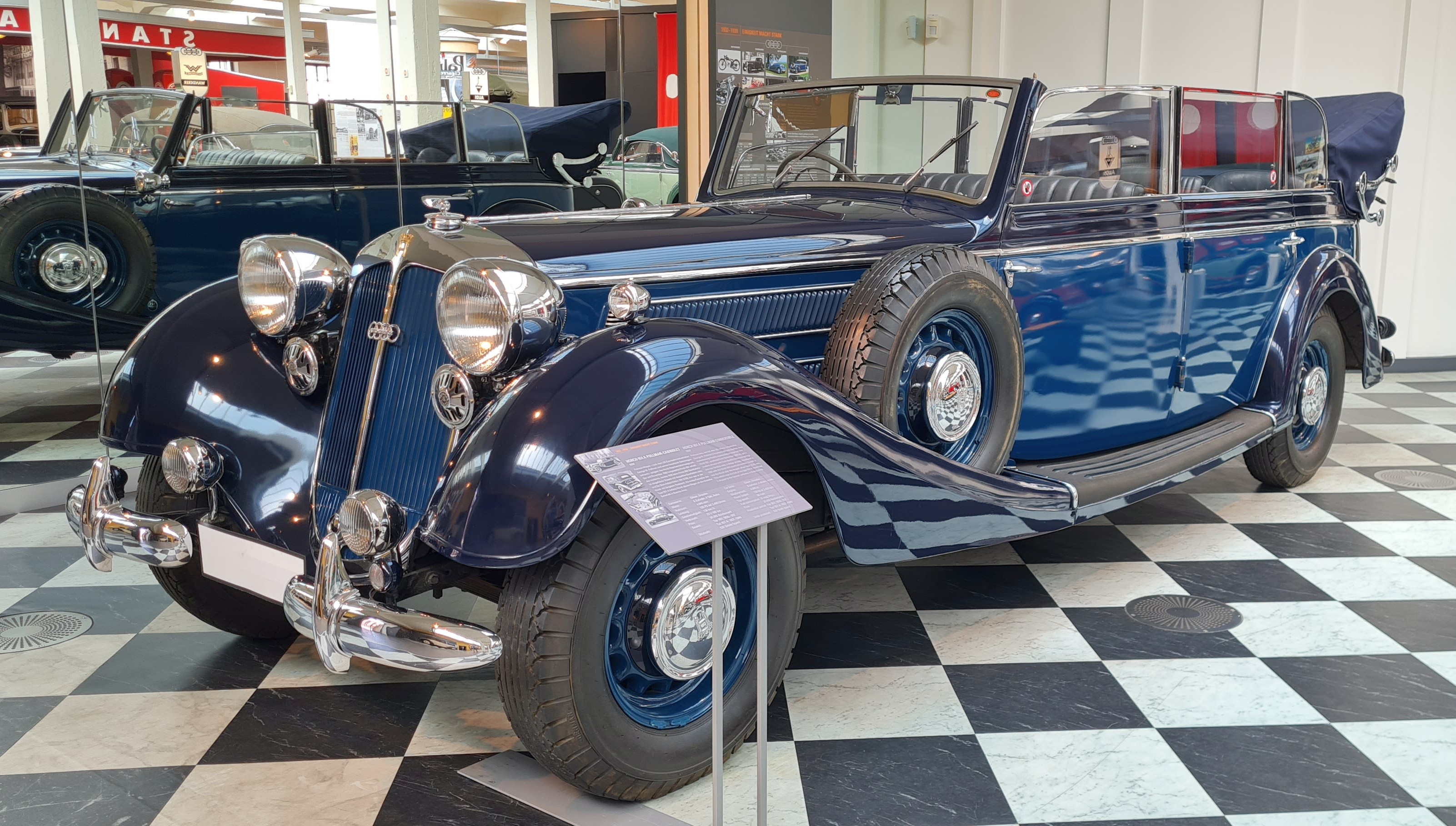
Auto Union — Horch 951A

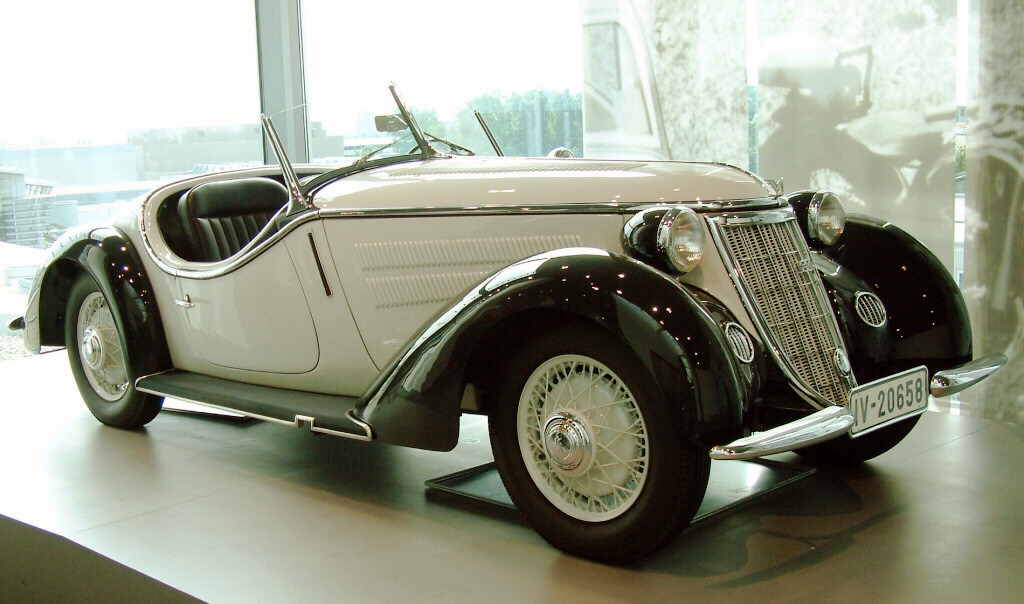
Auto Union — Wanderer W25K

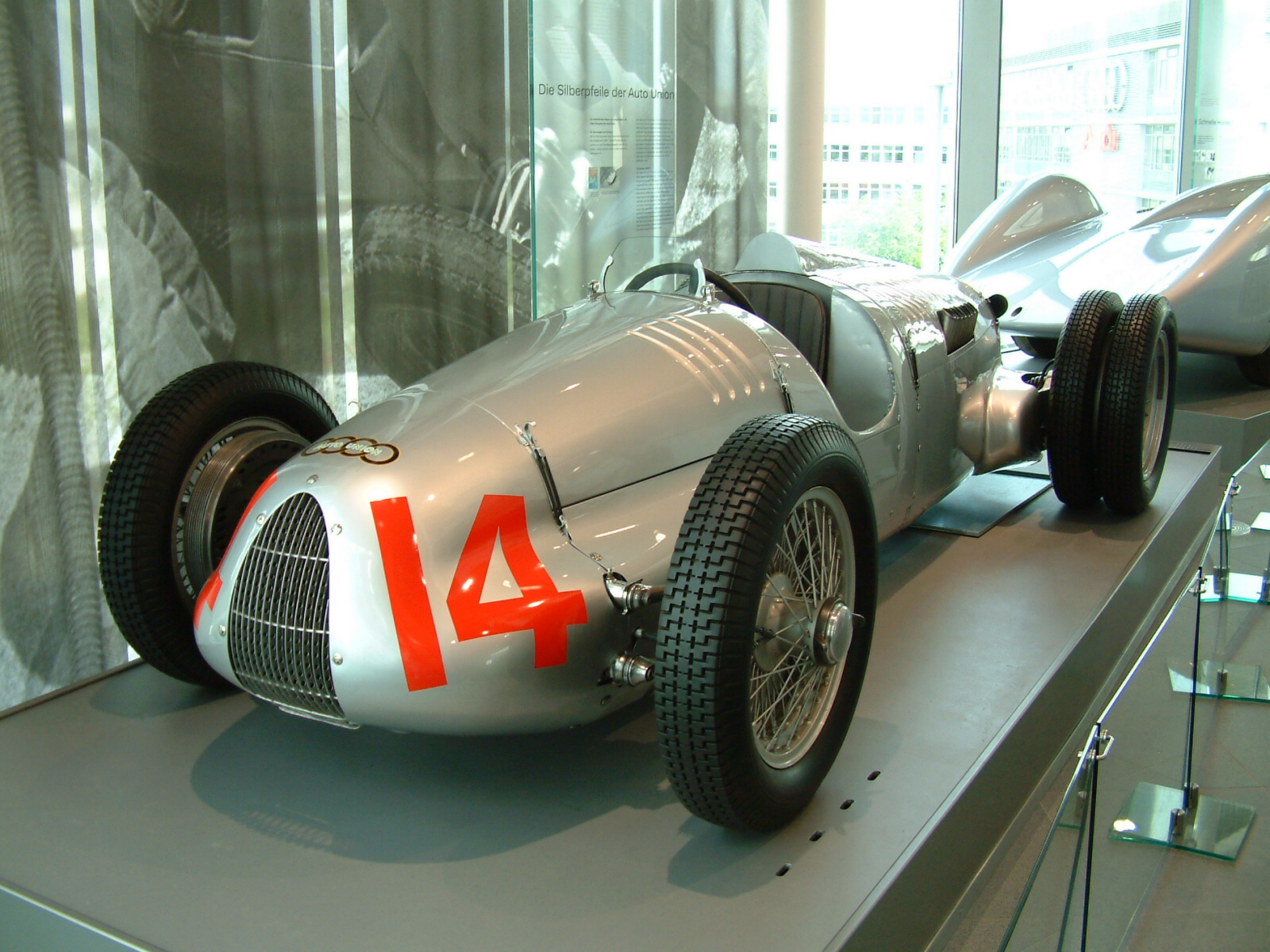
Auto Union Typ D

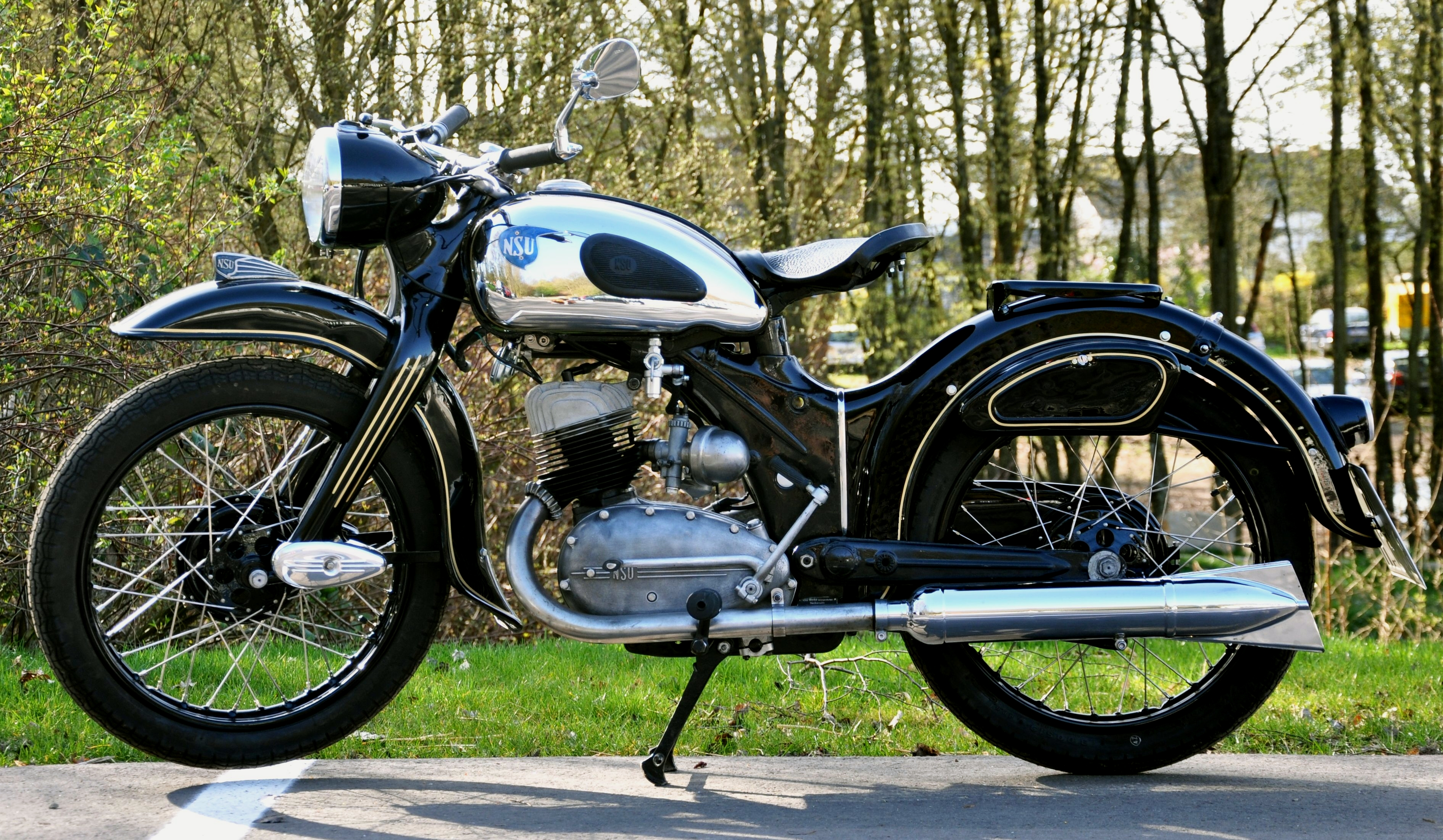
Auto Union — NSU

Первым результатом совместной работы стала представленная в 1933 году на Берлинском автосалоне переднеприводная серия Audi Front с 6-цилиндровым верхнеклапанным двигателем Wanderer объёмом 2257 см³, за которым последовал заднеприводной Audi 920 с 6-цилиндровым мотором Horch объёмом 3281 см³.
Переднеприводный Audi Front стал «совместным продуктом» всех входивших в концерн Auto Union AG компаний: идея переднего привода принадлежала основателю DKW Йоргену Расмуссену (Jørgen Skafte Rasmussen), 6-цилиндровый двигатель, объёмом 2257 см³ и мощностью 50 л. с., с распределительным валом в головке цилиндров был разработан на Wanderer и выпускался на Horch, закрытые кузова создавал германский филиал американской фирмы Ambi Budd, открытые — дрезденское ателье Karrosserie Gläser, а готовый автомобиль носил марку Audi. Передняя подвеска была на поперечных рычагах и поперечной рессоре и во многом напоминала конструкцию британской компании Alvis. В отличие от большинства переднеприводных малолитражных машин Audi Front принадлежал к среднему классу. Автомобиль выпускался с двумя типами кузова: седан и кабриолет, и развивал максимальную скорость 105 км/ч. В 1937 году на Берлинском автосалоне был представлен элегантный трёхместный спортивный вариант Audi Front.
С 1938 года концерн Auto Union начал проводить регулярные специальные тесты (в том числе, краш-тесты и регулируемые аварии) по поведению автомобилей в авариях, начав, тем самым, эру заботы о «безопасности автомобиля».
Будучи разработчиком и поставщиком армейской техники с середины 1930-х годов, в мае 1940 года Auto Union AG прекращает выпуск «гражданской» техники, полностью перейдя на обслуживание нужд вермахта. Наиболее известные модели:
- Leichter Panzerspähwagen (нем. Sonderkraftfahrzeug, то есть «автомобиль специального назначения») — полноприводной бронированный армейский автомобиль на шасси sPkw I Horch 801 с двигателем Horch V8, объёмом 3,5 или 3,8 литра, мощностью 90 л. с.:
  - Sdkfz 221 — базовая модификация, оснащённая 7.92-мм пулемётом Maschinengewehr 34 (MG34);
  - Sdkfz 222 — вторая модификация, оснащённая 20-мм автоматической пушкой KwK 30 L/55 и 7.92-мм пулемётом MG34;
  - Sdkfz 223 — третья модификация, оснащённая мощной радиостанцией и 7.92-мм пулемётом MG34;
- Personenkraftwagen SdKfz 247 — бронетранспортёр с двигателем Horch V8, объёмом 3,5 литра.

С начала 1944 года заводы Auto Union (заводы Horch и Audi в Цвиккау, Mitteldeutsche Motorenwerke и заводы Siegmar / Wanderer в Зигмар-Шенау) подверглись сильным бомбардировкам и серьёзным повреждениям. Армия США заняла Цвиккау 17 апреля 1945 года в конце Второй мировой войны. После вывода армии США 30 июня из Цвиккау все саксонские заводы «Авто Союза» были заняты Красной Армией.
Компания эксплуатировала рабский труд в концлагере Лейтмериц. Согласно отчёту 2014 года, заказанному компанией, Auto Union нёс «моральную ответственность» за 4500 смертей, произошедших в Лейтмерице[нейтральность?].
В 1945 году, по распоряжению советского военного коменданта в Германии, заводы Auto Union в Саксонии были демонтированы. Восемнадцать уцелевших гоночных болидов были вывезены в СССР (в 50-е годы на основе этих автомобилей в СССР всё теми же специалистами Auto Union был разработан гоночный болид по спецификациям Формулы 2 — Сокол 650). 17 мая 1948 года компания Auto Union AG была исключена из германского реестра коммерческих компаний. По-разному сложилась судьба четырёх компаний основателей концерна:
- Audi — после окончания войны, перебралась в Ингольштадт получив название Auto Union GmbH начала выпуск автомобилей марки DKW и выпускала разные модели автомобилей под этой маркой до середины 60-х. Лишь с 1965 года после перехода компании под контроль Volkswagen она возобновила выпуска автомобилей под прежней маркой Audi.
- DKW — после окончания войны оказалась на территории советской зоны оккупации Германии, а позже и ГДР и продолжила выпуск легковых автомобилей DKW, но уже под маркой IFA. Также автомобильная марка DKW была возрождена в Западной Германии в Дюссельдорфе.
- Horch — остался в советской оккупационной зоне в городе Цвиккау. Был национализирован в конце 40-х и тогда же была предпринята попытка наладить выпуск новых автомобилей представительского класса. Однако в итоге завод начал производить грузовые автомобили и тракторы. К концу 50-х завод в Цвиккау был переименован и марка Horch прекратила своё существование.
- Wanderer — окончательно прекратил выпуск автомобилей в 1945 году.

1 января 1969 г. слияние с компанией NSU в подразделение Audi NSU Auto Union AG в результате чего образовалась современная компания Audi AG.
Auto Union GmbH (1949—1968)
Audi NSU Auto Union AG (1969—1985)
Audi AG (1985-н. в.)

### Галерея

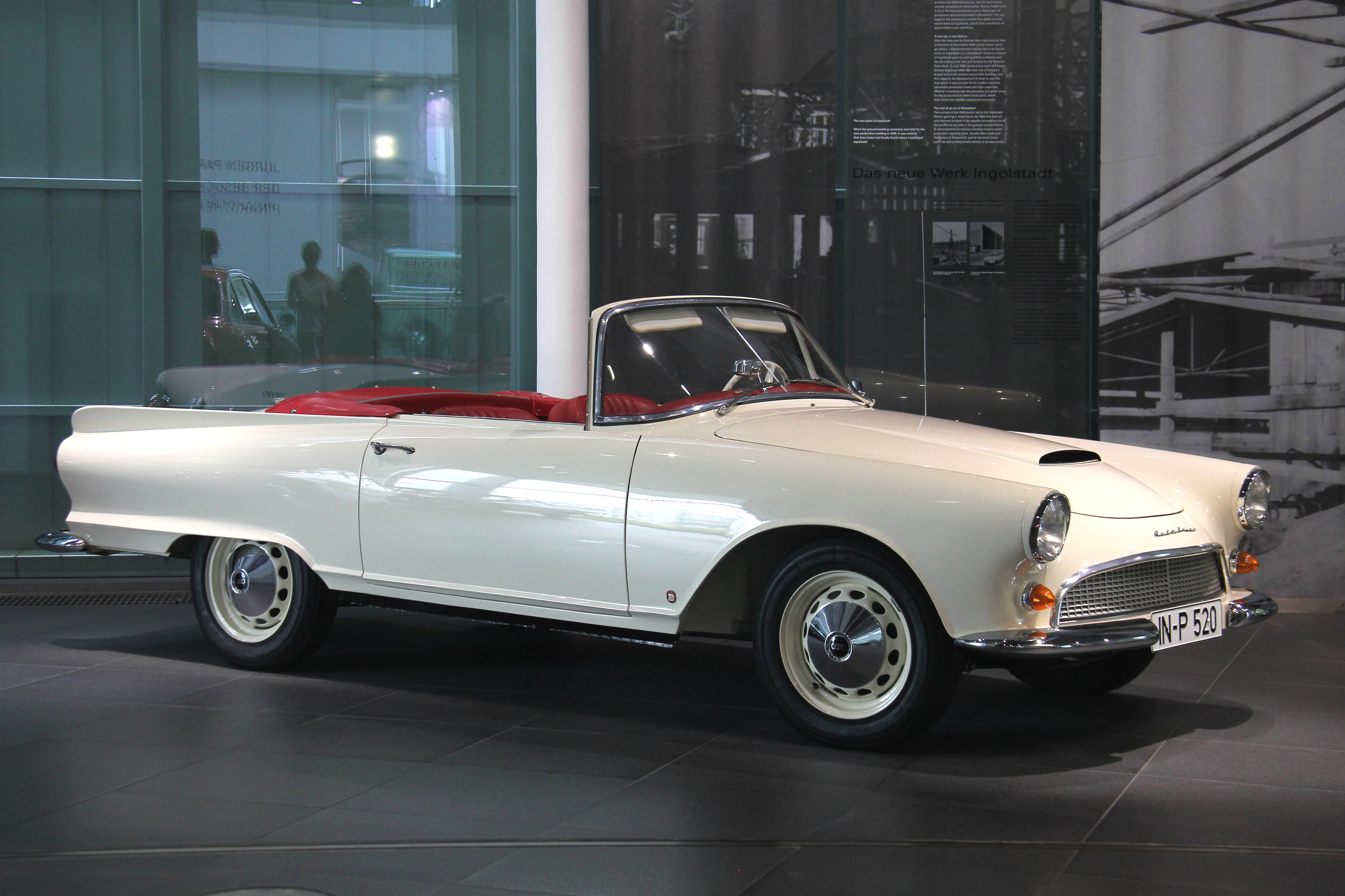
AU 1000Sp Roadster
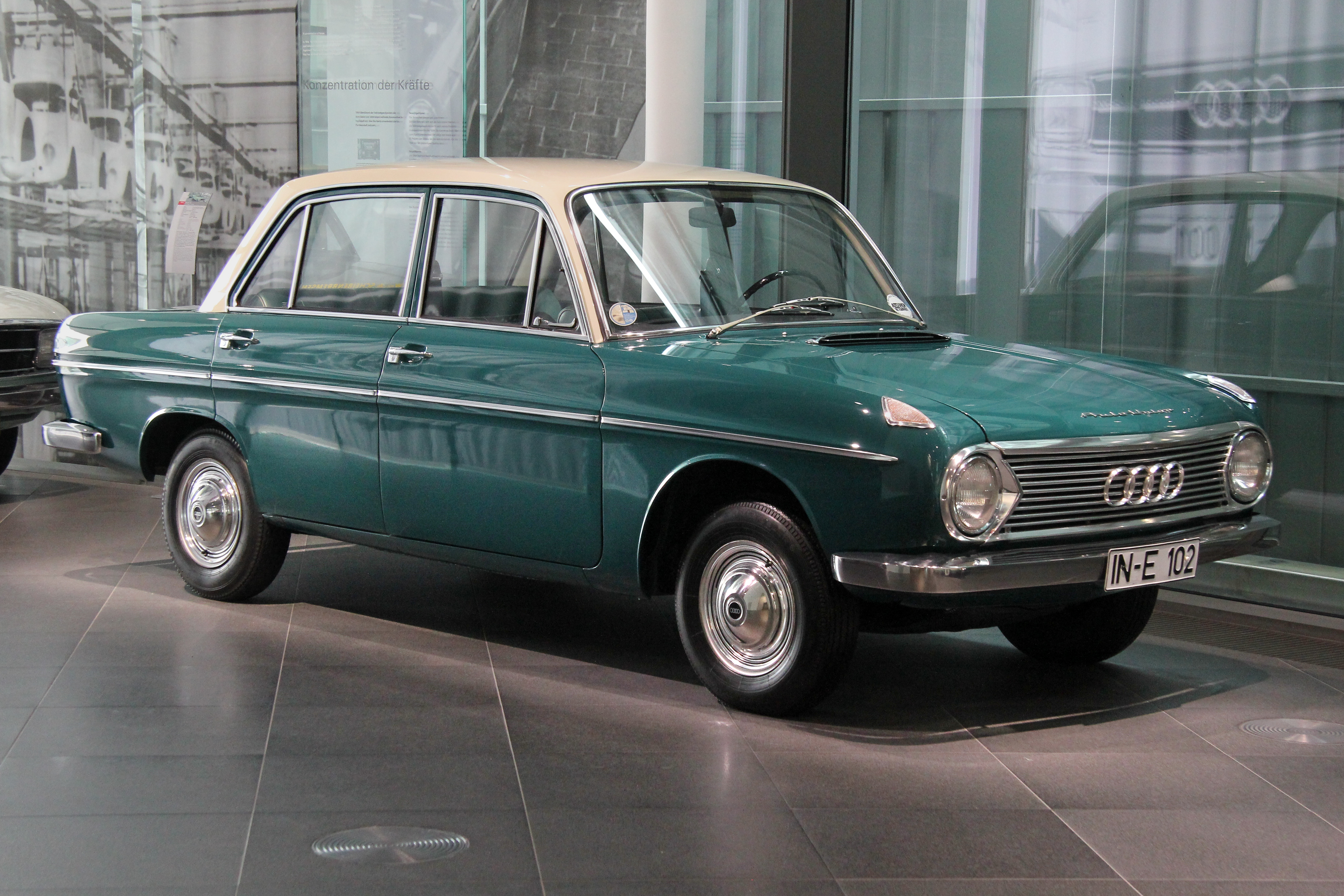
AU DKW F102
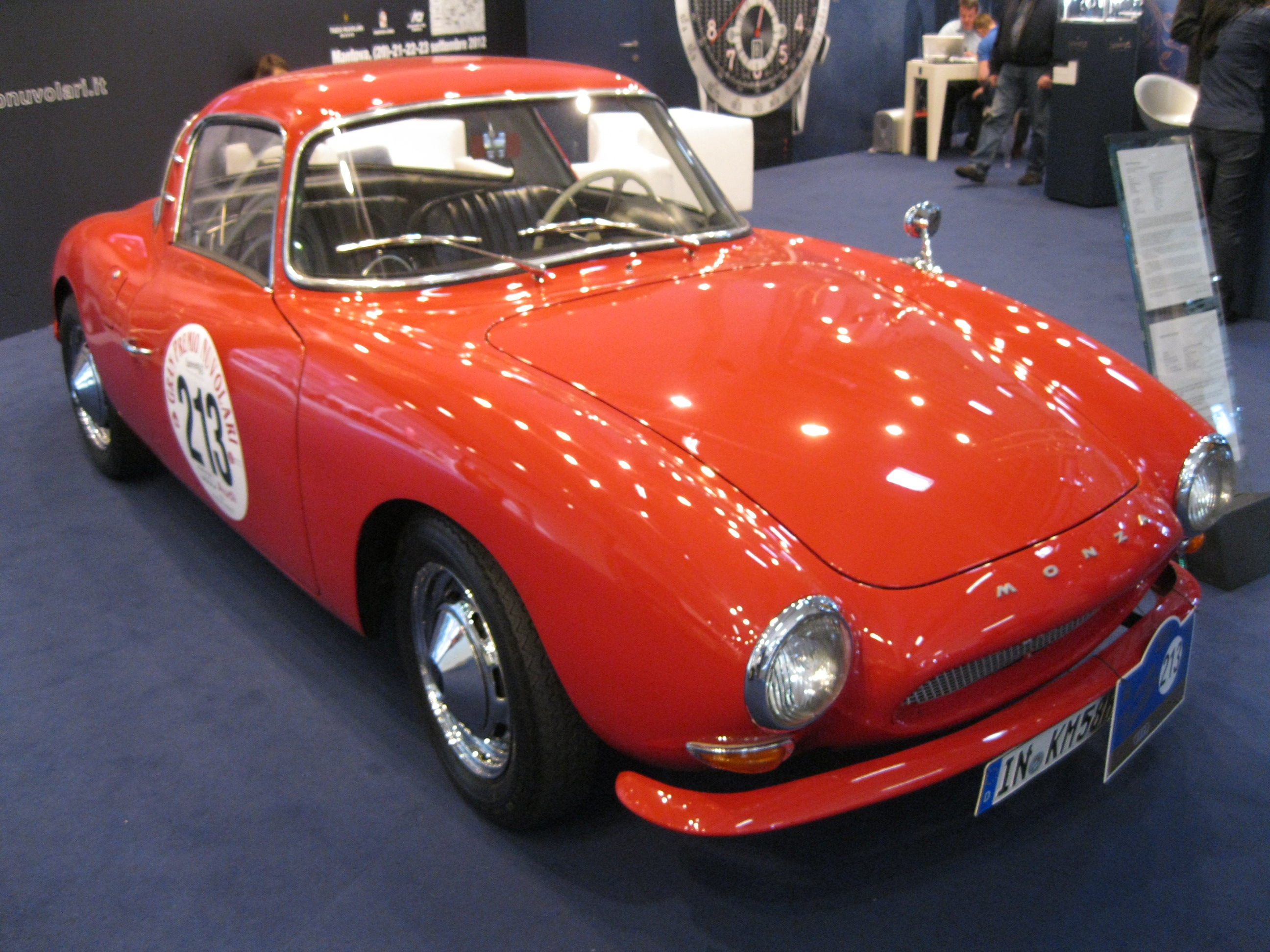
AU DKW Monza
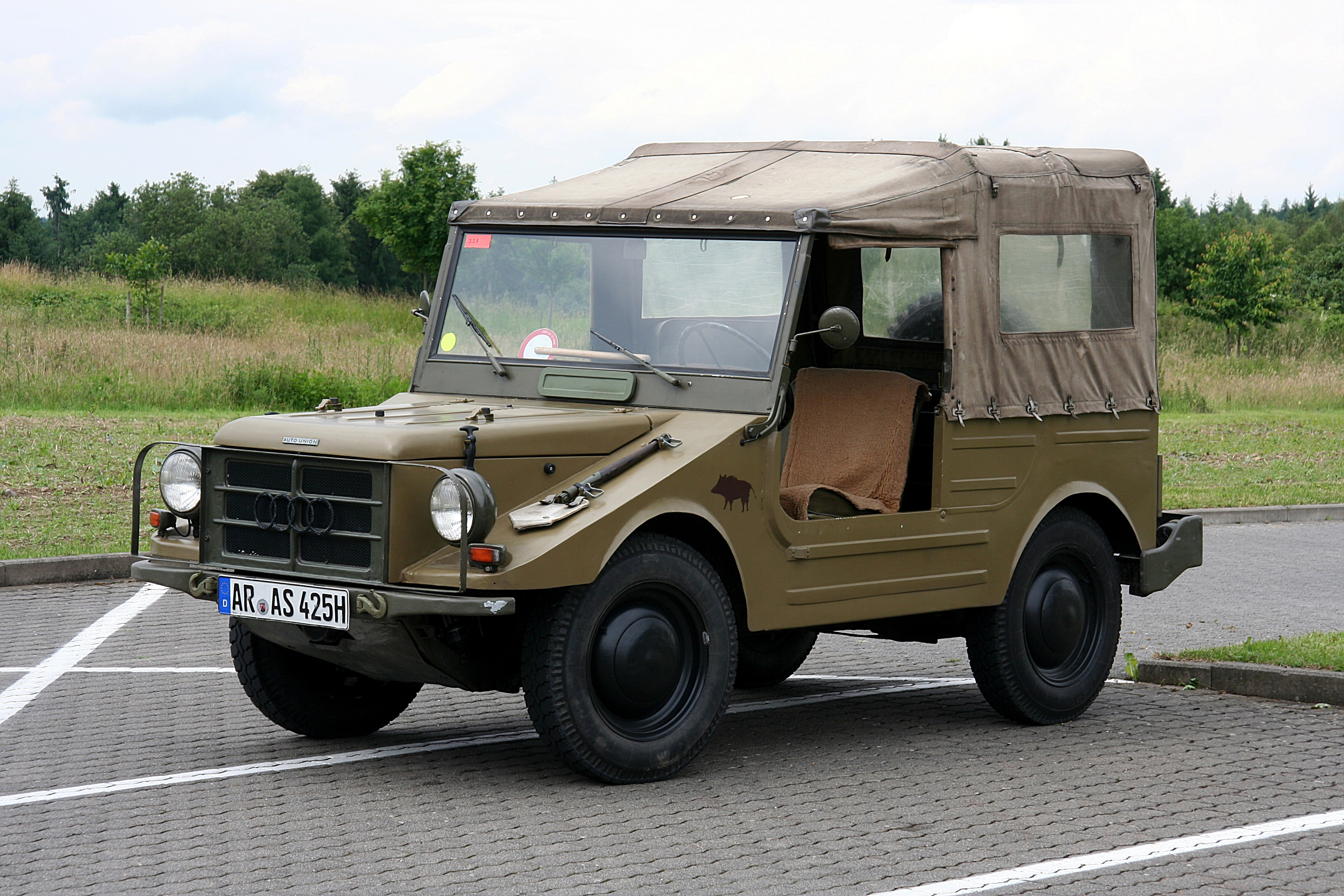
AU Munga
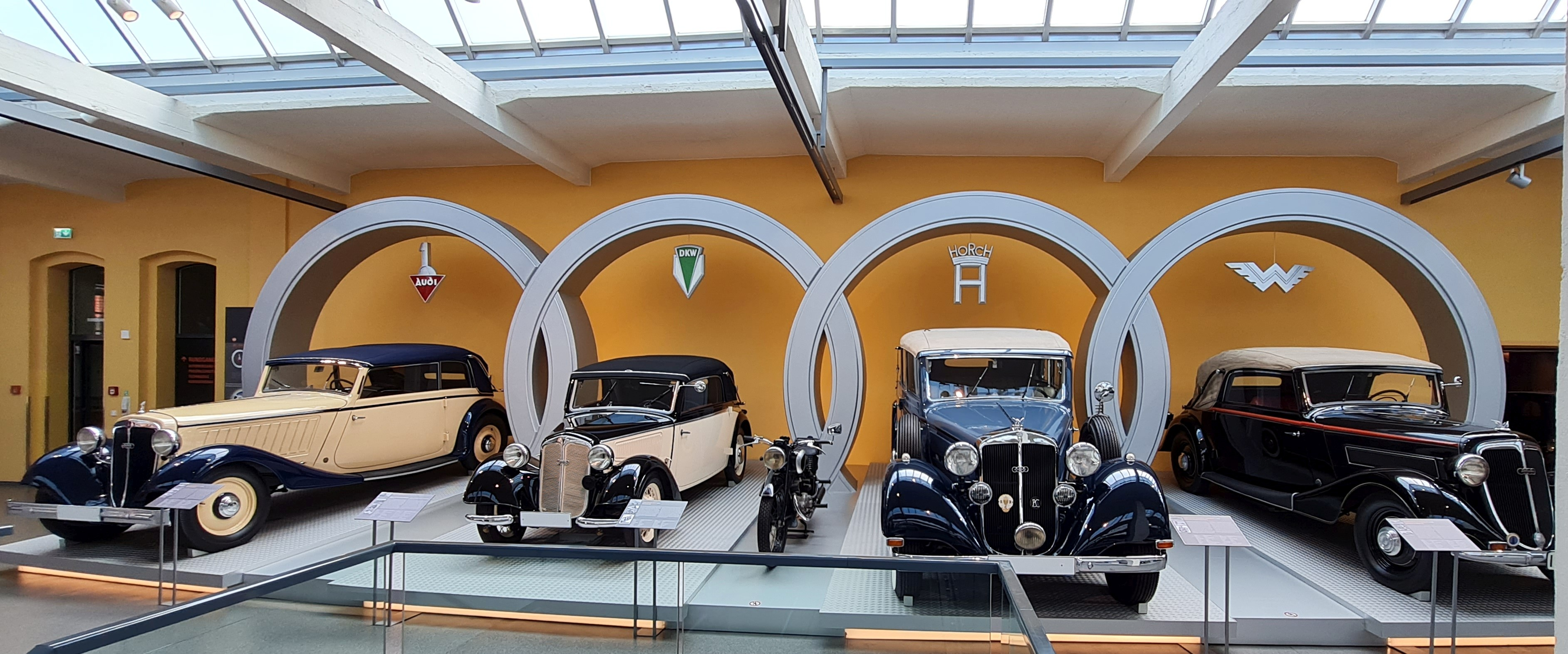
Auto Union Group
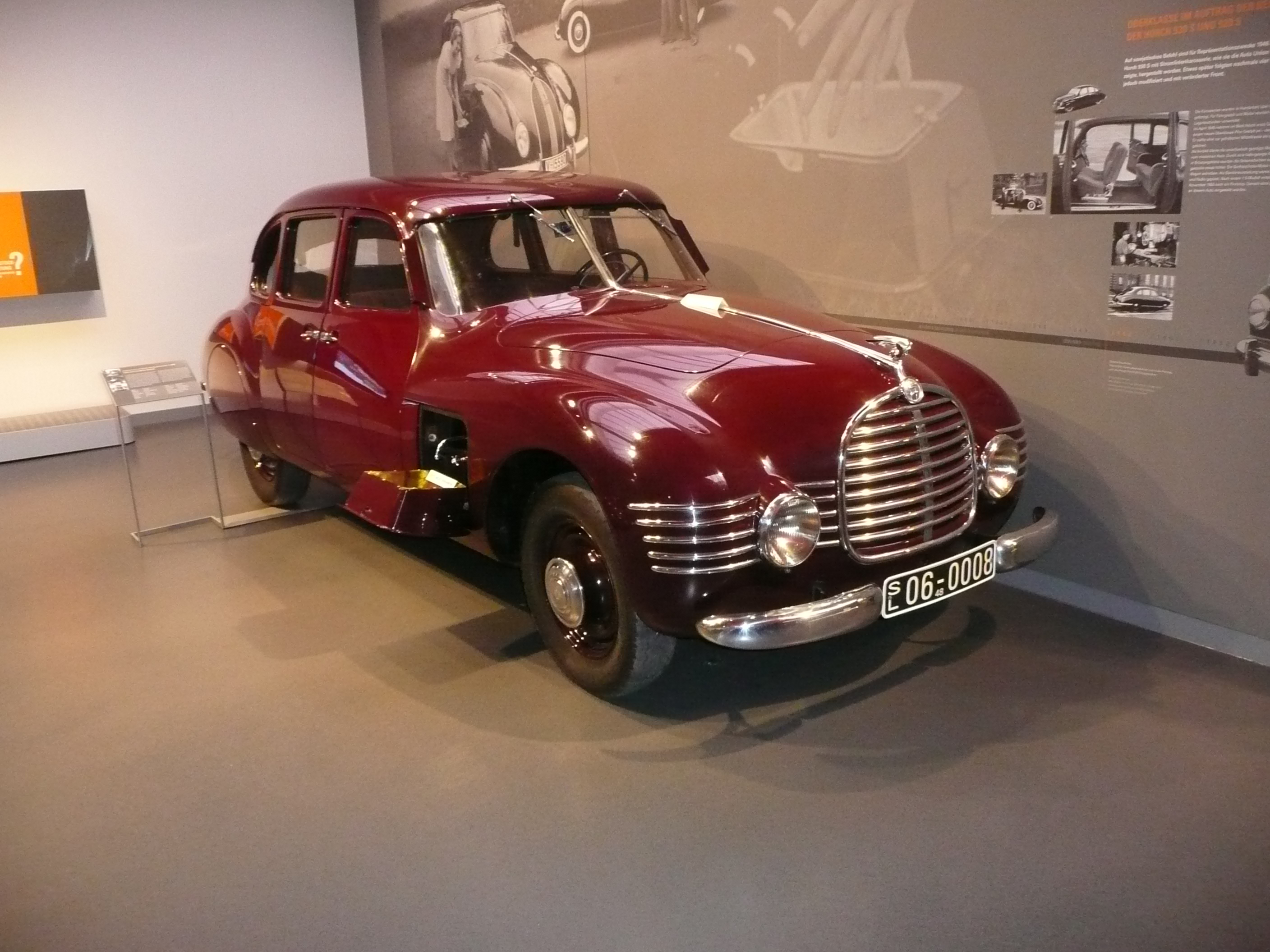
AU - Horch 930S
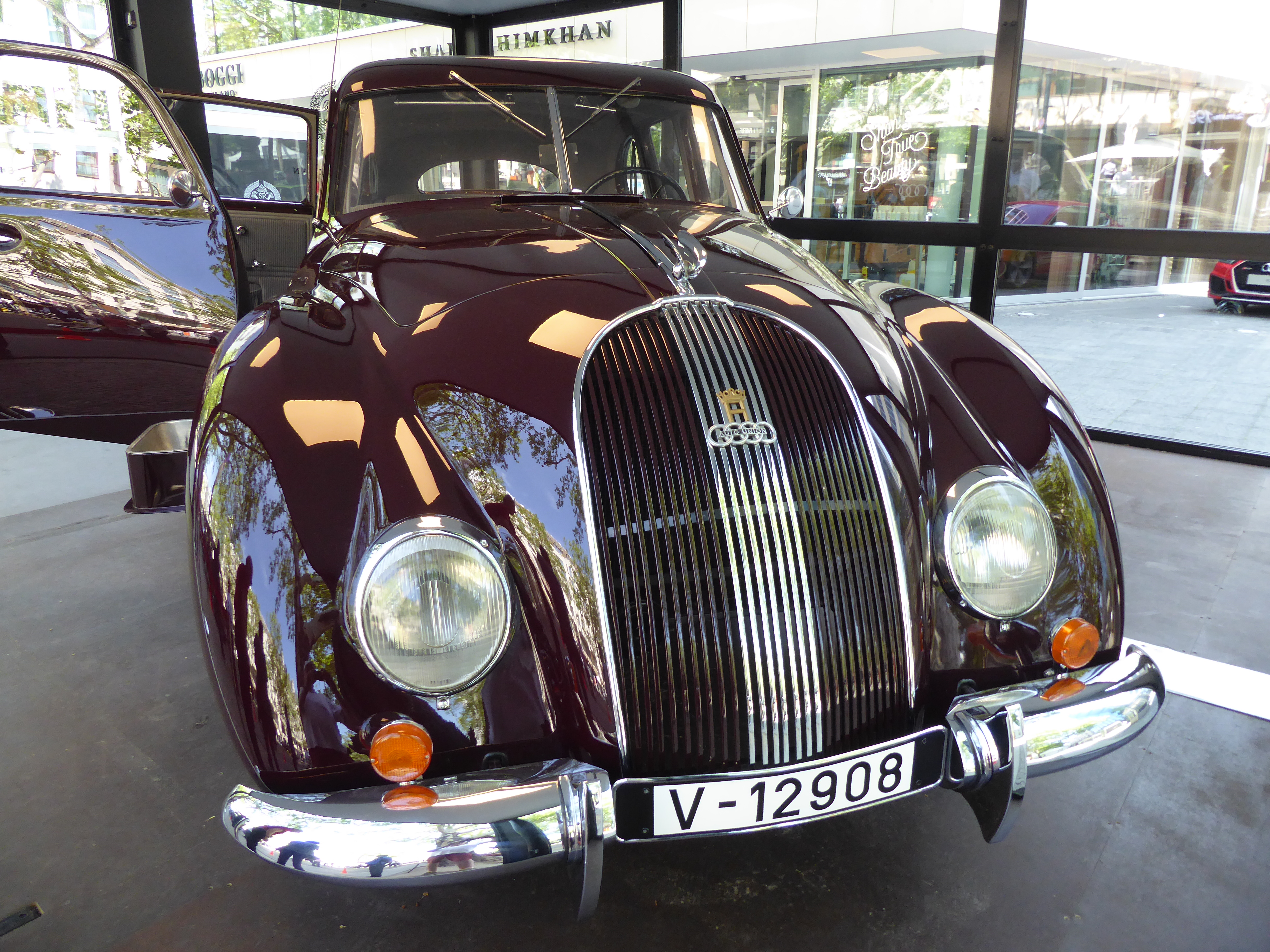
AU - Horch 930 S
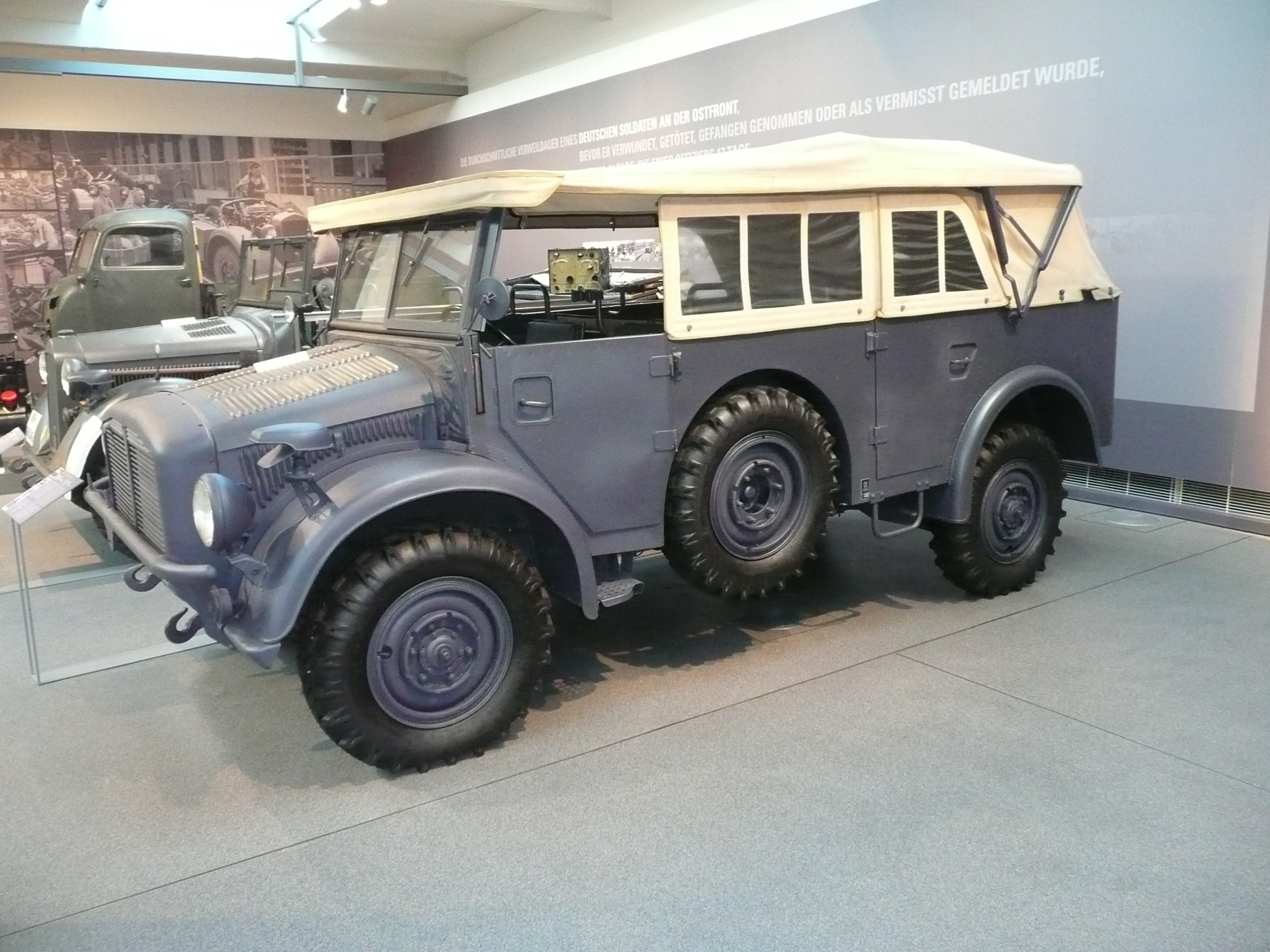
AU - Horch 108 Гелентваген
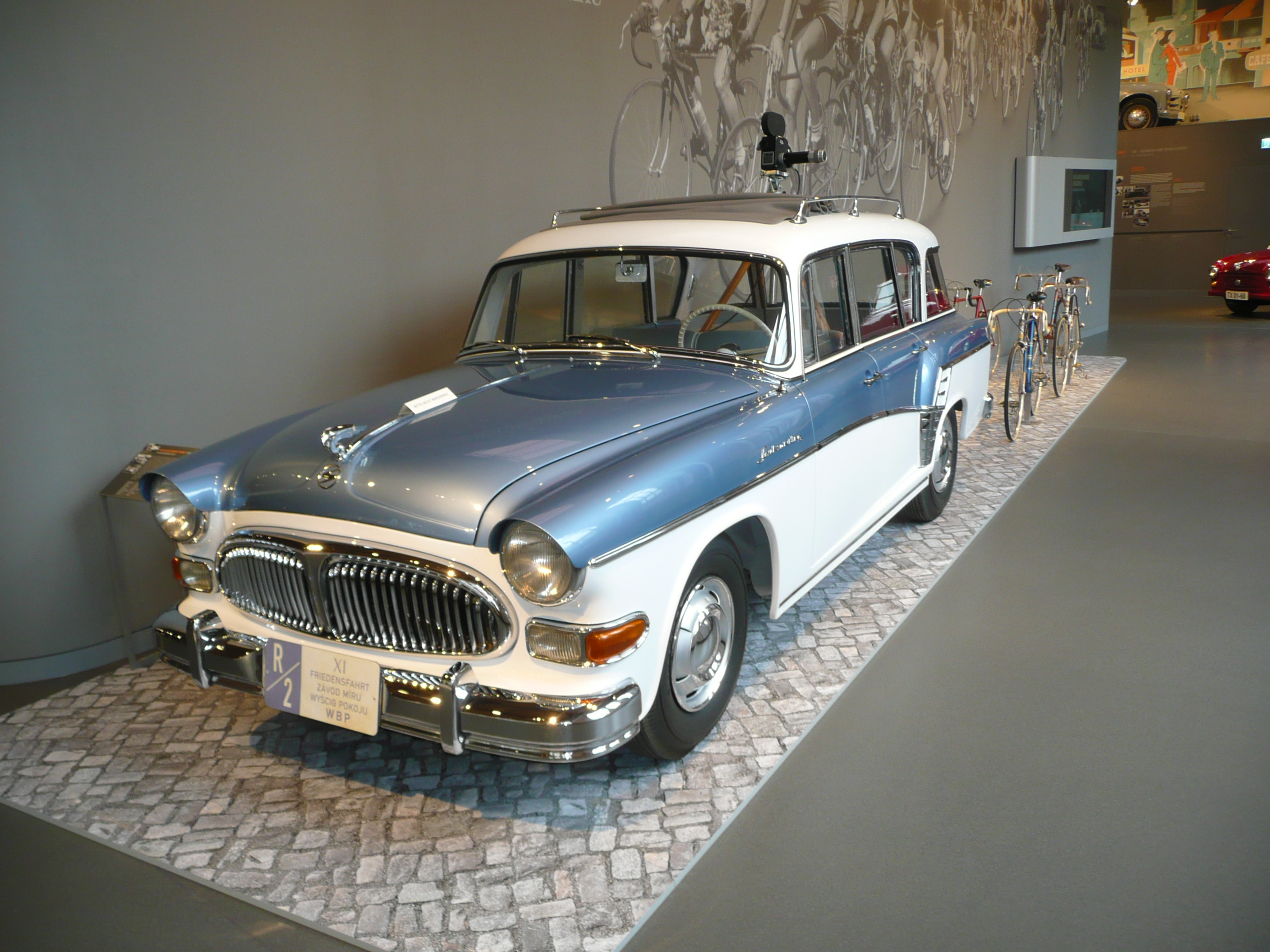
AU - Horch P240
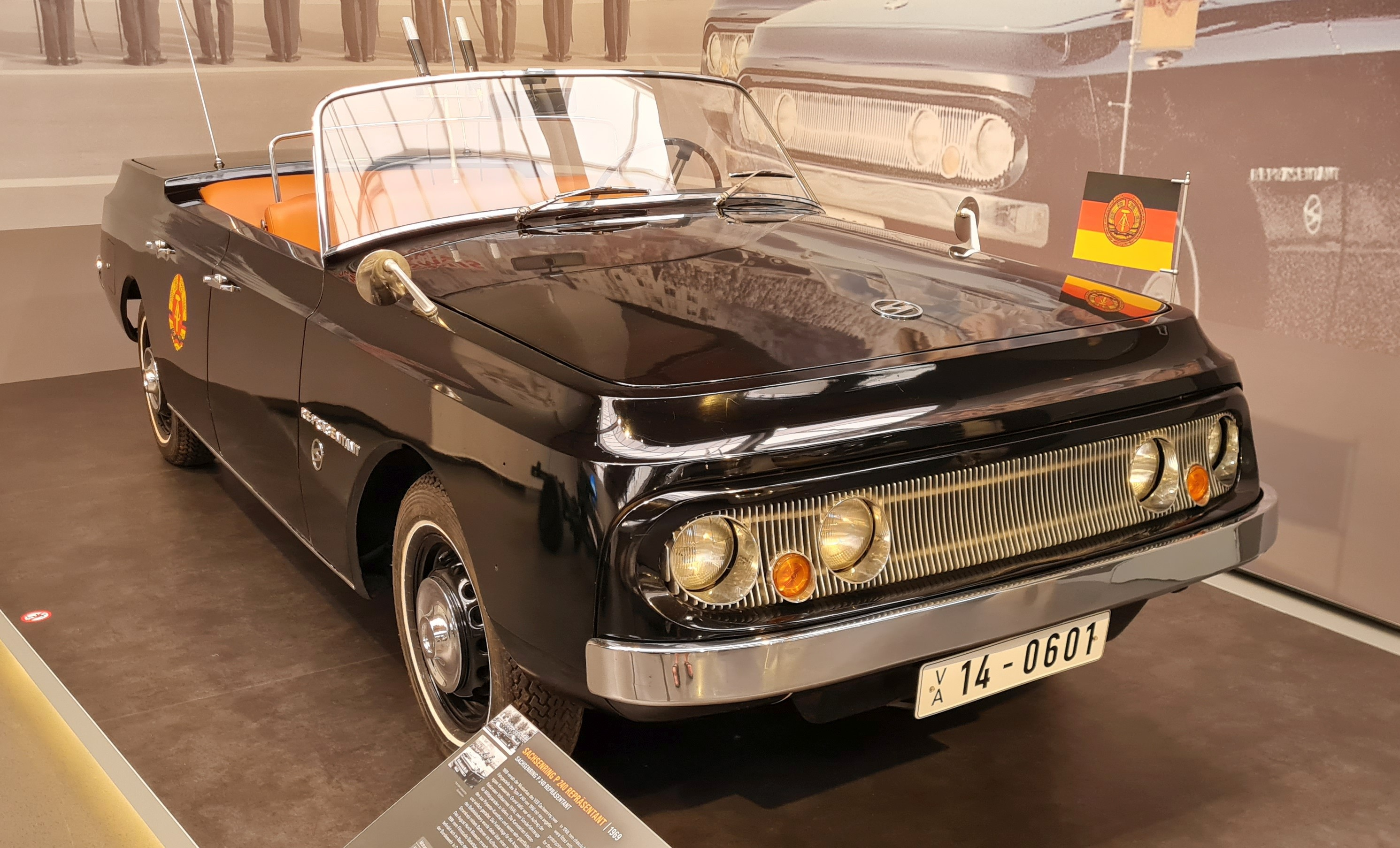
AU - Horch P240 Concept

## В Спорте
Основная статья: Auto Union (гоночные автомобили)